# Shigeyoshi Suzuki
Shigeyoshi Suzuki (Prefectura de Fukushima, Japó, 13 d'octubre de 1902 - 20 de desembre de 1971), és un exfutbolista i exseleccionador japonès.

## Selecció japonesa
Shigeyoshi Suzuki va disputar 2 partits amb la selecció japonesa.